# Nyasha Mushekwi
Nyasha Mushekwi (Harare, 21 de agosto de 1987), é um futebolista Zimbabueano que atua como atacante. Atualmente, joga pelo Zhejiang Greentown Football Club.

## Seleção nacional
Nyasha Mushekwi representou o elenco da Seleção Zimbabuense de Futebol no Campeonato Africano das Nações de 2017.